# Benessere equo e sostenibile
Il benessere equo e sostenibile (BES) è un indice, sviluppato dall'ISTAT e dal CNEL, per valutare il progresso di una società non solo dal punto di vista economico, come ad esempio il PIL, ma anche sociale e ambientale e corredato da misure di disuguaglianza e sostenibilità.
I contenuti relativi all'indice sono rilasciati sotto licenza Creative Commons Attribuzione.
Con la legge n. 163/2016, la nuova Legge di bilancio (AC 3828), presentata da Francesco Boccia (primo firmatario), presidente della commissione Bilancio della Camera, approvata il 28 luglio 2016, il Bes entra per la prima volta nel Bilancio dello Stato e consentirà di rendere misurabile la qualità della vita e valutare l’effetto delle politiche pubbliche su alcune dimensioni sociali fondamentali.
L'insieme degli indicatori che compongono il BES, adottati a livello internazionale, è presentato come allegato al DEF (Documento di programmazione economica finanziaria) e ogni anno il Parlamento è chiamato a votare una risoluzione, successiva all’approvazione della legge di Bilancio, entro il 15 febbraio del nuovo anno.
Il 2 agosto 2017 la commissione Bilancio della Camera dei deputati ha approvato all'unanimità il parere sull'Atto del governo 428 che definisce i 12 indicatori di Benessere equo e sostenibile allegati al DEF.

## Dimensioni
Il BES viene determinato a partire da 12 dimensioni, all'interno delle quali sono stati individuati degli indicatori: 
1. Salute
2. Istruzione e formazione
3. Lavoro e conciliazione tempi di vita
4. Benessere economico
5. Relazioni sociali
6. Politica e istituzioni
7. Sicurezza
8. Benessere soggettivo
9. Paesaggio e patrimonio culturale
10. Ambiente
11. Ricerca e innovazione
12. Qualità dei servizi